# Cicindela dorsalis
Cicindela dorsalis este o specie de insecte coleoptere, descrisă de Thomas Say în anul 1817. Cicindela dorsalis face parte din genul Cicindela, familia Carabidae.

## Subspecii
Această specie cuprinde următoarele subspecii:
- C. d. dorsalis
- C. d. media
- C. d. saulcyi
- C. d. venusta

## Galerie

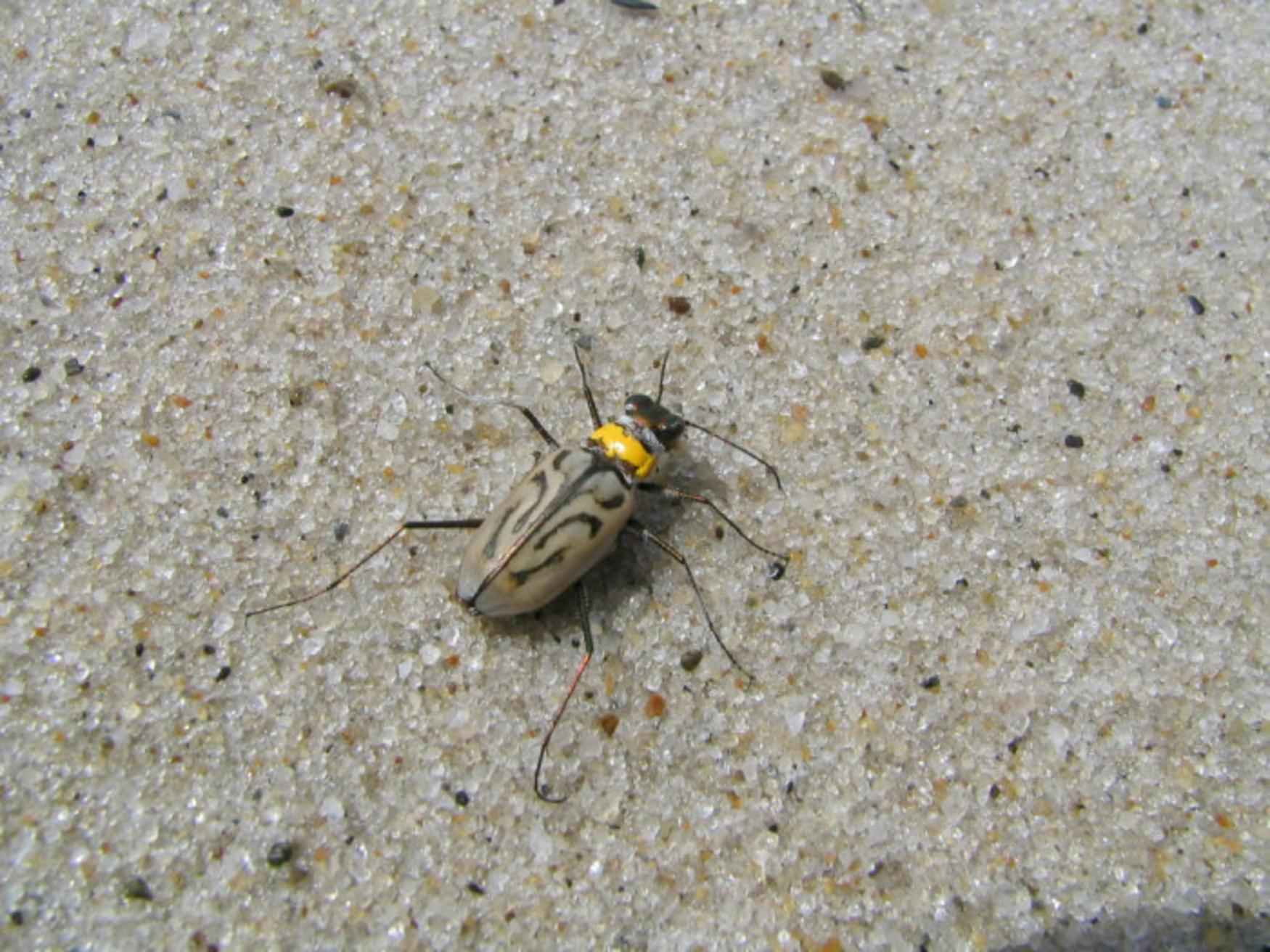
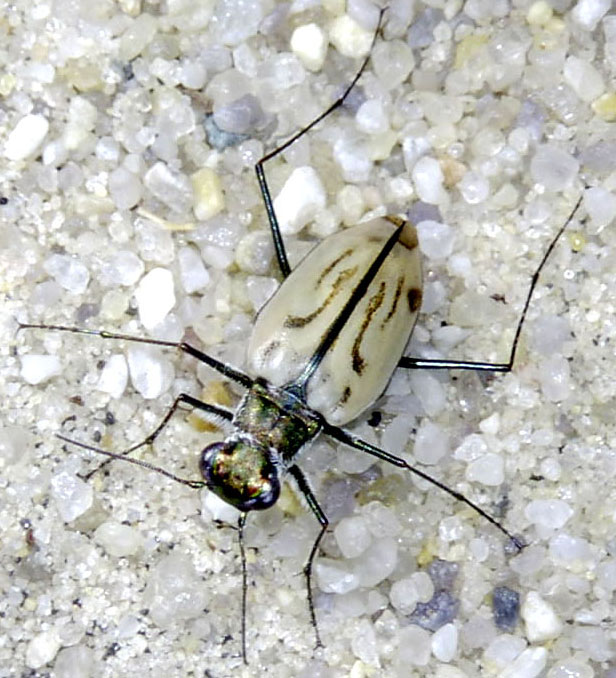
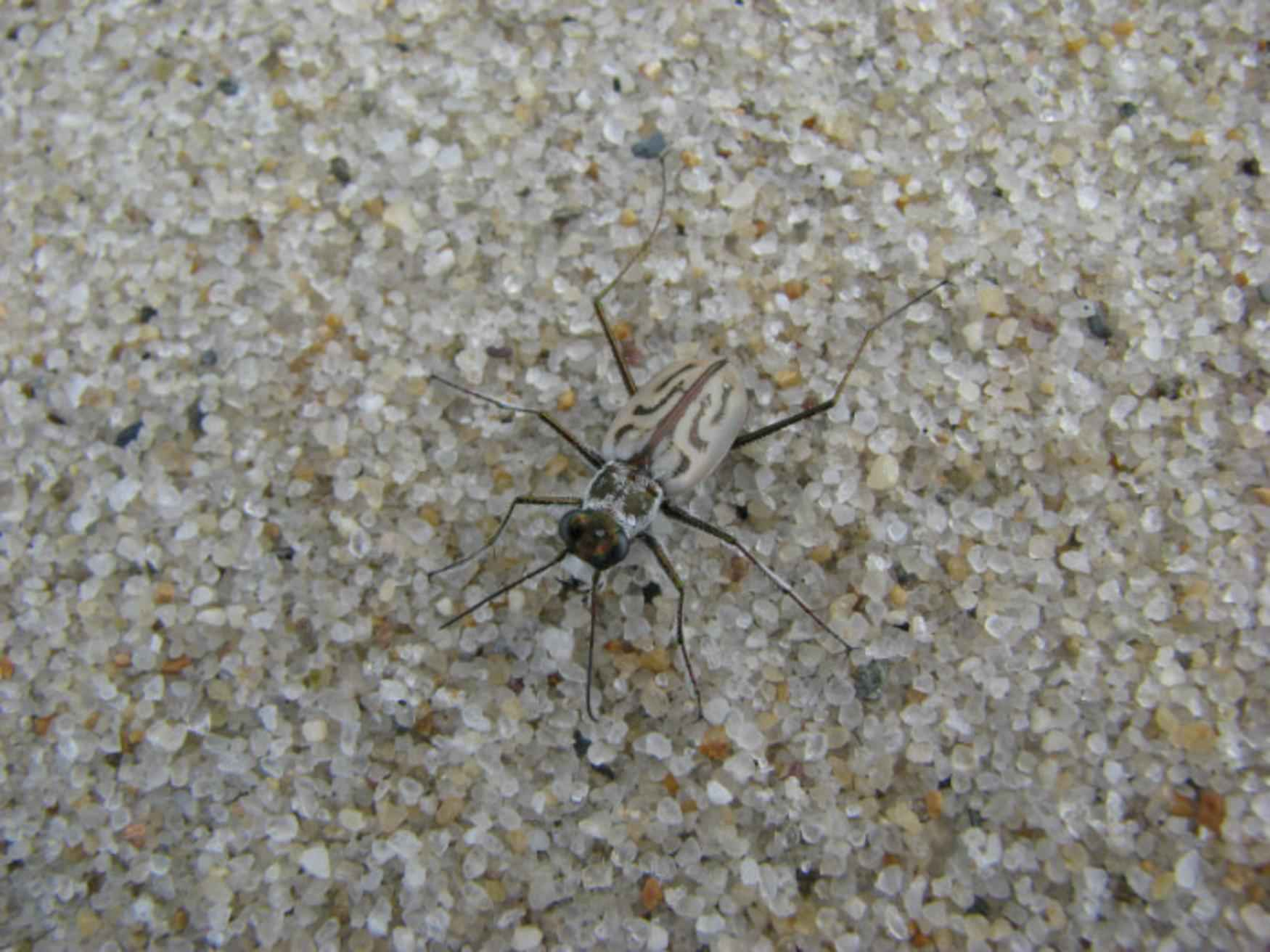
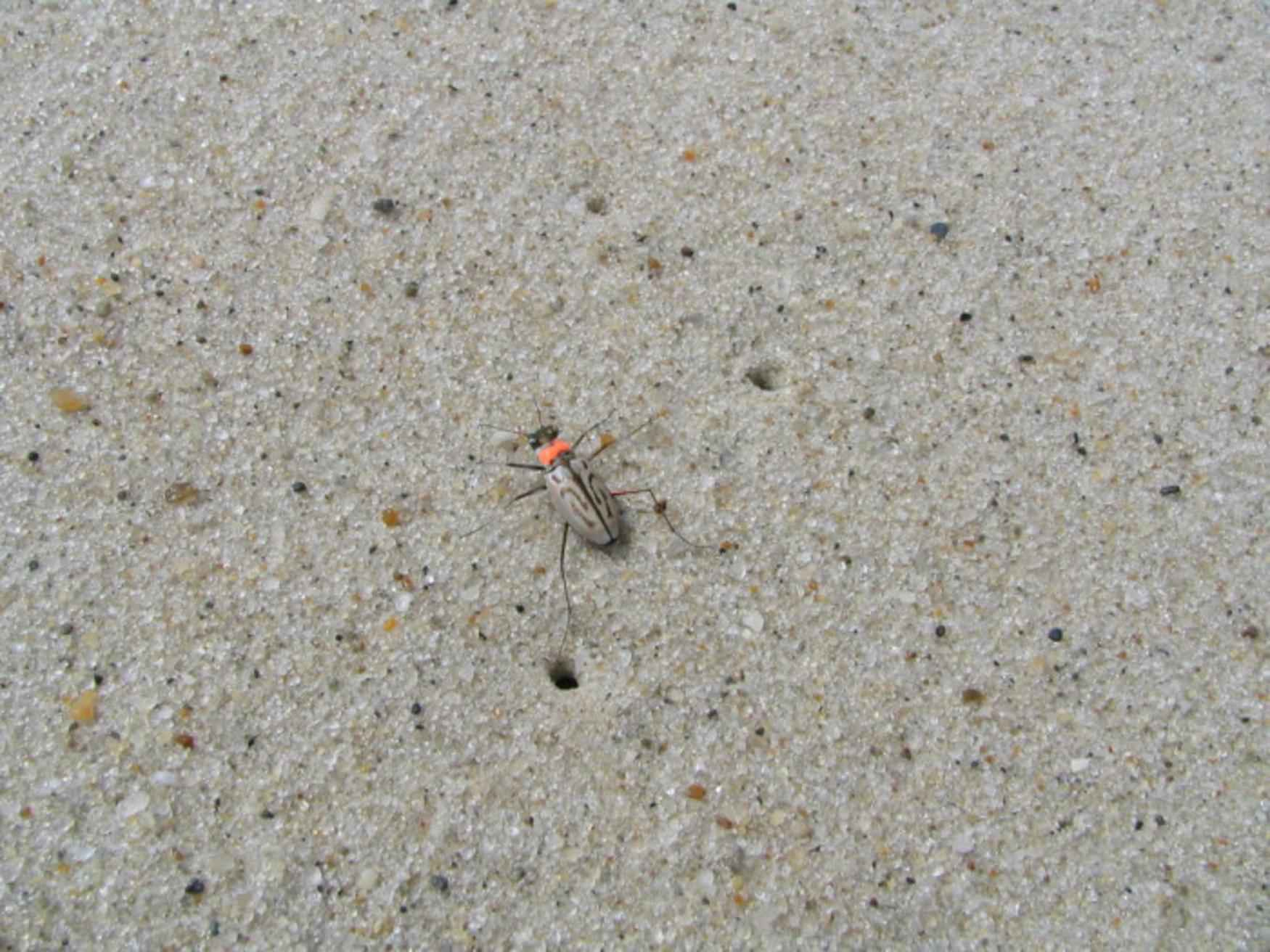
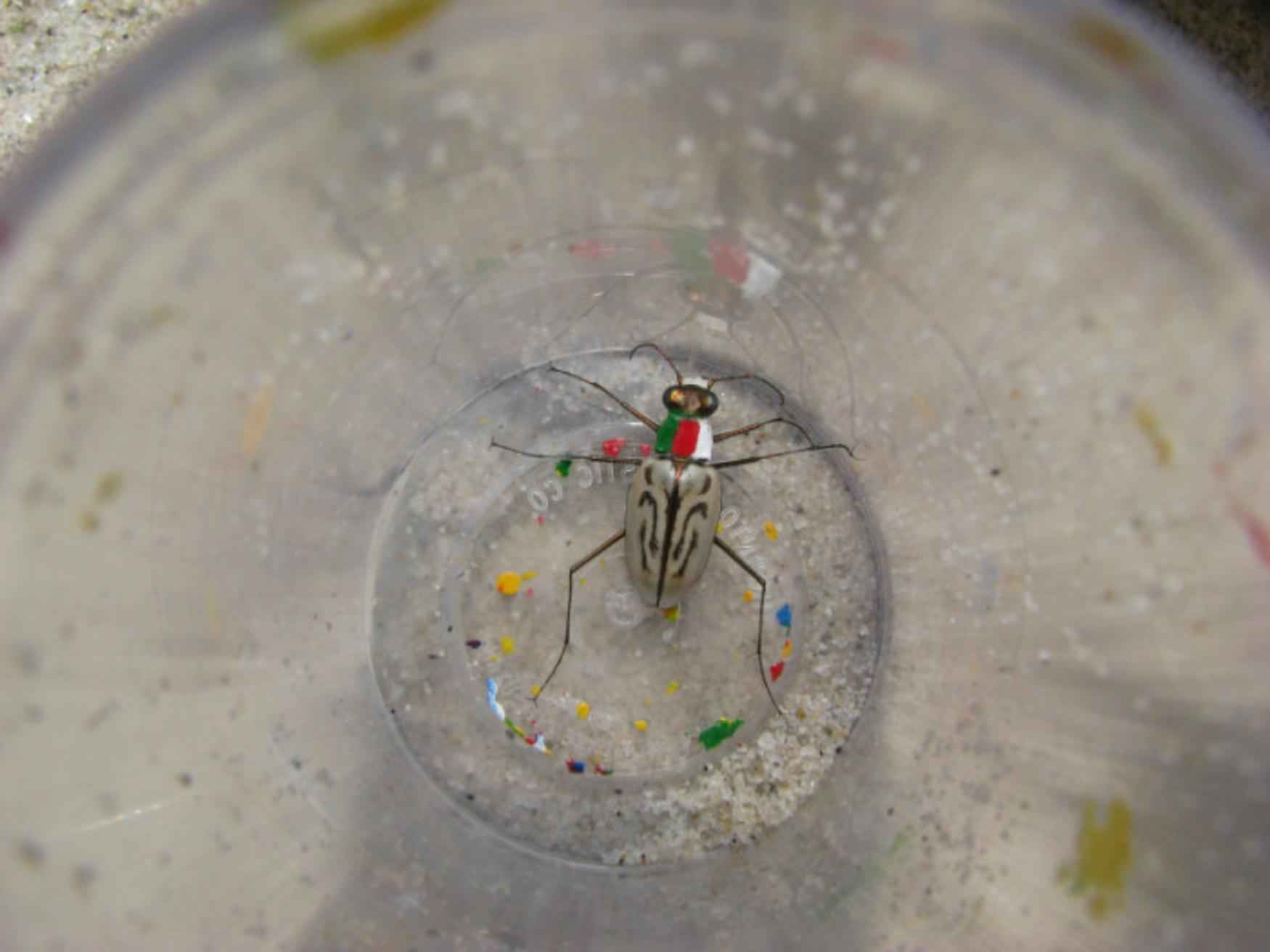
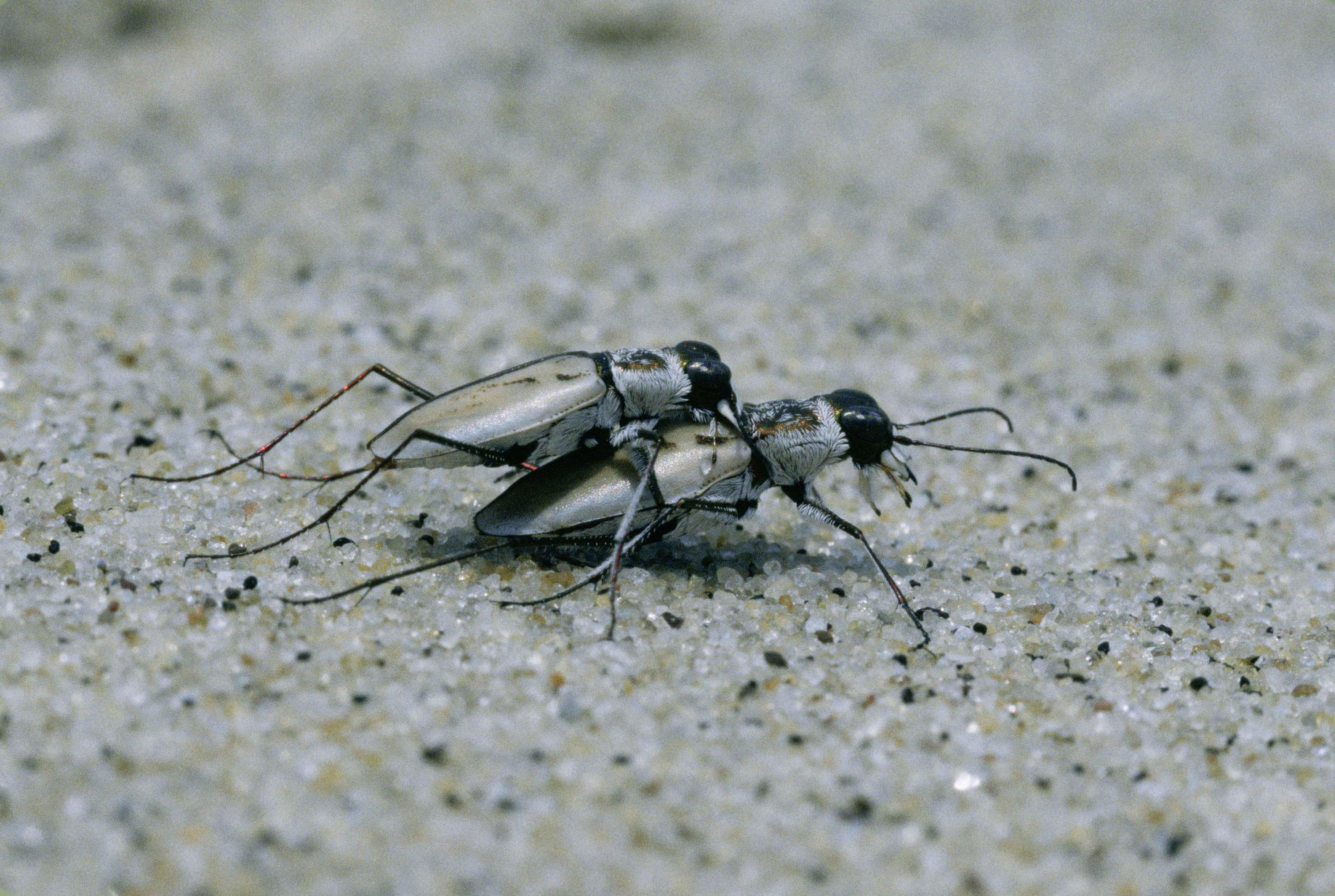